# Viking Award
Der Viking Award ist eine Eishockeytrophäe, die seit 1976 jährlich an den besten schwedischen Spieler in Nordamerika verliehen wird. Über den Sieger stimmen die schwedischen Eishockey-Legionäre dabei selbst ab. In der Lockout-Saison 2004/05 wurde die Auszeichnung nicht verliehen, da fast alle Spieler für ein Jahr nach Schweden zurückgekehrt waren.

## Preisträger
- 2020/21: keine Verleihung[1]
- 2019/20: keine Verleihung aufgrund des Coronavirus[2]
- 2018/19: Elias Lindholm – Calgary Flames[3]
- 2017/18: William Karlsson – Vegas Golden Knights[4]
- 2016/17: Erik Karlsson – Ottawa Senators[5]
- 2015/16: Erik Karlsson – Ottawa Senators[6]
- 2014/15: Nicklas Bäckström, Washington Capitals
- 2013/14: Alexander Steen, St. Louis Blues
- 2012/13: Henrik Zetterberg – Detroit Red Wings
- 2011/12: Erik Karlsson – Ottawa Senators
- 2010/11: Daniel Sedin – Vancouver Canucks
- 2009/10: Henrik Sedin – Vancouver Canucks
- 2008/09: Nicklas Bäckström – Washington Capitals
- 2007/08: Henrik Zetterberg – Detroit Red Wings
- 2006/07: Henrik Zetterberg – Detroit Red Wings
- 2005/06: Nicklas Lidström – Detroit Red Wings
- 2004/05: keine Verleihung aufgrund des NHL-Lockouts
- 2003/04: Markus Näslund – Vancouver Canucks
- 2002/03: Markus Näslund – Vancouver Canucks
- 2001/02: Mats Sundin – Toronto Maple Leafs
- 2000/01: Markus Näslund – Vancouver Canucks
- 1999/00: Nicklas Lidström – Detroit Red Wings
- 1998/99: Peter Forsberg – Colorado Avalanche
- 1997/98: Peter Forsberg – Colorado Avalanche
- 1996/97: Mats Sundin – Toronto Maple Leafs
- 1995/96: Peter Forsberg – Colorado Avalanche
- 1994/95: Mikael Renberg – Philadelphia Flyers
- 1993/94: Mats Sundin – Québec Nordiques
- 1992/93: Mats Sundin – Québec Nordiques
- 1991/92: Calle Johansson – Washington Capitals
- 1990/91: Tomas Sandström – Los Angeles Kings
- 1989/90: Thomas Steen – Winnipeg Jets
- 1988/89: Patrik Sundström – New Jersey Devils
- 1987/88: Håkan Loob – Calgary Flames
- 1986/87: Tomas Sandström – New York Rangers
- 1985/86: Mats Näslund – Montréal Canadiens
- 1984/85: Mats Näslund – Montréal Canadiens
- 1983/84: Patrik Sundström – Vancouver Canucks
- 1982/83: Pelle Lindbergh – Philadelphia Flyers
- 1981/82: Thomas Gradin – Vancouver Canucks
- 1980/81: Kent Nilsson – Calgary Flames
- 1979/80: Anders Hedberg – New York Rangers
- 1978/79: Börje Salming – Toronto Maple Leafs
- 1977/78: Ulf Nilsson – Winnipeg Jets
- 1976/77: Börje Salming – Toronto Maple Leafs
- 1975/76: Börje Salming – Toronto Maple Leafs